# Sam (filme)
Sam (Brasil: De Repente Ela ) é um filme estadunidense de 2015 dirigido por Nicholas Brooks.

## Sinopse
Sam (Brock Harris) é um mulherengo que vive com seu melhor amigo ao longo da vida Doc (Sean Kleier) em Nova York. Enquanto bêbedo na rua, Sam tropeça em uma pequena loja. Ele é levado até o lojista (Stacy Keach) e volta para casa após receber uma bebida misteriosa. No dia seguinte, ele acorda como uma mulher (Natalie Knepp). Agora como "Samantha", começa a viver desconfortavelmente tentando se adpatar a nova vida e reverter a situação. Também experimenta o mesmo assédio que "ela" costumava fazer para as mulheres. Sua nova vida também traz um desenvolvimento em sua relação com seu amigo Doc e com Cynthia.

## Elenco
- Natalie Knepp ... Samantha
- Sean Kleier ... Doc
- Morgan Fairchild ... Lulu
- Stacy Keach ... O lojista
- James McCaffrey ... Seymour
- Bryan Batt ... Alexander Blondell
- Brock Harris ... Sam
- Sarah Scott ... Cynthia
- Tom Pelphrey ... Stephen
- Joseph D'Onofrio ... Joey
- Lucille Sharp ... Margaret
- Allie Schulz ... Melissa
- Samantha Scaffidi ... Georgette
- Sibyl Santiago ... Angie
- Marilyn Sokol ... Srª. Goldfarb

## Produção
O financiamento do filme foi feito por Nicholas Brooks e seu pai, Mel Brooks. O filme foi gravado com Arri Alexa.

## Lançamento
O filme foi apresentada pela primeira vez em 2015, na sua premiere mundial no Festival de Nashville, no Festival AFI e SoHo Festival Internacional de Cinema. Em maio 2016 Vision Films começou a lidar com vendas internacionais de cinema no Festival de Cannes.

## Recepção
O site de revisões sbccfilmreviews.org destacou: "A única razão pela qual esse filme esteve no festival [AFI Film Festival de 2015] foi porque o grande Mel Brooks produziu. Há talento na tela, com certeza, mas é desperdiçado em um roteiro frustrantemente estereotipado e com execução cinematográfica estranha/branda. Graças a um elenco em sua maioria sólido e terceiro ato satisfatório (...) esse não vai ser o pior filme que você já viu."

## Prêmios
- 2015 - Festival de Cinema de Nashville (Indicado)